# Júlio Schiappa de Azevedo
Júlio Alberto de Sousa Schiappa de Azevedo (Lisboa, 8 de janeiro de 1874 — Lisboa, 24 de fevereiro de 1963) foi um oficial general do Exército Português que, entre outras funções de relevo, foi Ministro da Guerra do 7.º governo da ditadura militar, em funções de 19 de janeiro a 25 de julho de 1931, e deputado à Assembleia Nacional do Estado Novo.

## Biografia
Nasceu em Lisboa, filho de João Baptista Schiappa de Azevedo, engenheiro de minas e professor de mineralogia e geologia no Instituto Industrial de Lisboa, e de sua esposa Maria Helena Bon de Sousa. Concluiu o ensino primário na Escola Nacional, de Lisboa.
Concluiu o curso da Escola do Exército, iniciando uma carreira militar que terminou no posto de brigadeiro.
Foi Ministro da Guerra do 7.º governo da ditadura militar, em funções de 19 de janeiro a 25 de julho de 1931. Foi exonerado, a pedido, a 25 de julho de 1931, sendo substituído, interinamene, por António Lopes Matheus, o Ministro do Interior.
Foi condecorado com a grã-cruz da Ordem Militar de Cristo por decreto de concessão de 6 de abril de 1932, assinado pelo Presidente da República, Óscar Carmona e pelo Presidente do Ministério, Domingos Augusto Oliveira, e publicado no Diário do Governo n.º 84, de 11 de abril de 1932.